# مصطفى حميد منصور
مصطفى حميد منصور هو مصارع رياضي مصري، ولد في 8 يوليو 1930 في القاهرة في مصر.

## وصلات خارجية
- مصطفى حميد منصور على موقع قاعدة بيانات المصارعة الدولية (الإنجليزية)
- مصطفى حميد منصور على موقع أوليمبيديا (الإنجليزية)